# سلستینو پریتو
سلستینو پریتو (اسپانیایی: Celestino Prieto‎؛ زادهٔ ۲۹ ژانویهٔ ۱۹۶۱) دوچرخه‌سوار اهل اسپانیا است. وی در مسابقات تور دو فرانس شرکت کرده است.